# Josiah Ritchie

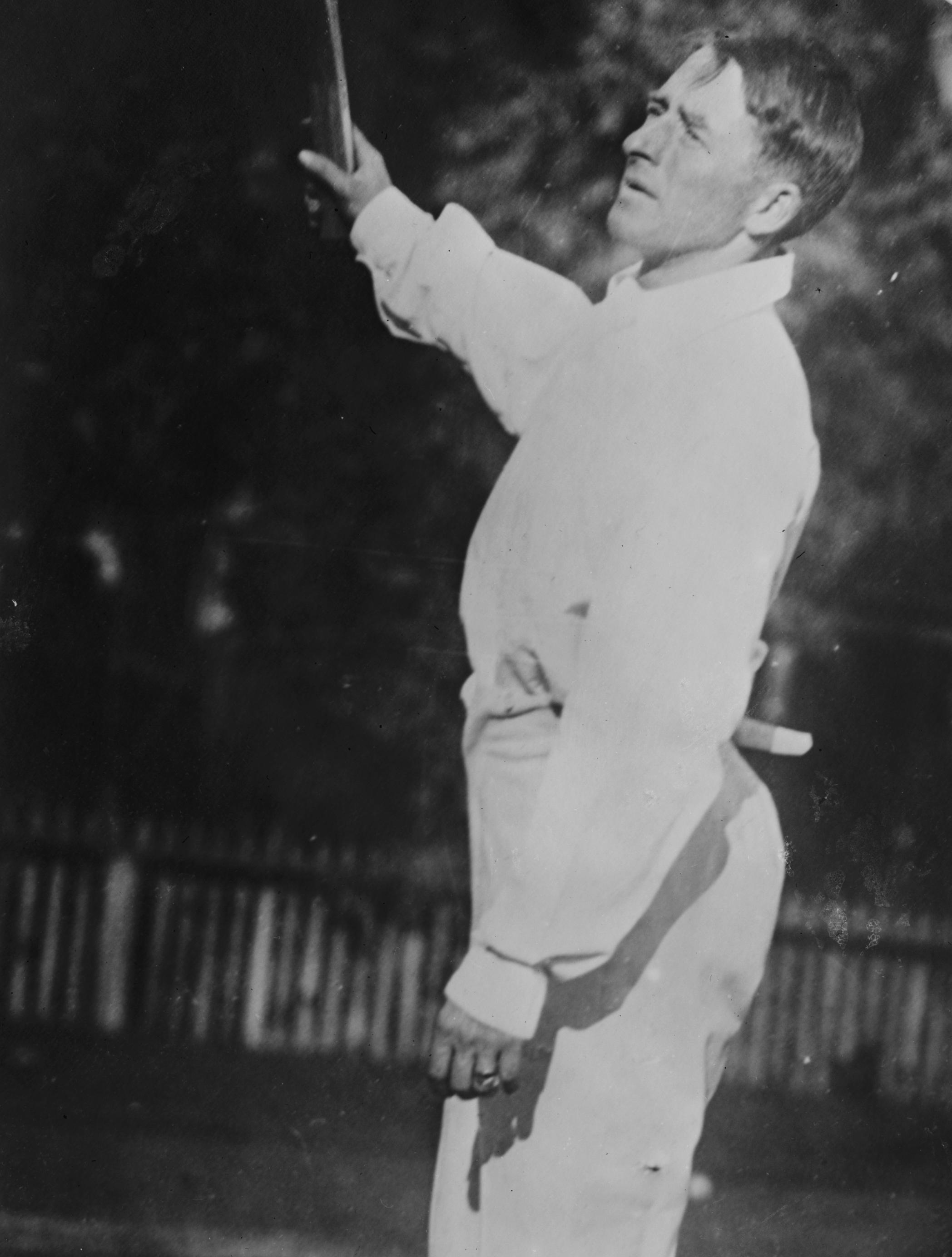
Ritchie 1908-ban

Josiah George Ritchie (1870. október 18. – 1955. február 28.) olimpiai bajnok brit teniszező.

## Pályafutása
Három érmet szerzett a Londonban rendezett, 1908. évi nyári olimpiai játékokon. Megnyerte az egyéni értékelést, miután a döntőben legyőzte a német, Otto Froitzheimet. A páros küzdelmeken James Parke társaként ezüstérmet nyert. A fedett pályán rendezett egyéni versenyen bronzérmes lett, miután honfitársa, Arthur Gore legyőzte őt az elődöntőben. 1909-ben döntőt játszott a Wimbledoni teniszbajnokságon.

## Főbb sikerei
- Wimbledoni teniszbajnokság
  - Egyéni döntős: 1909
  - Páros bajnok: 1908, 1910